# Oratorio del Rosario (Tempio Pausania)
L'oratorio del Rosario  è un edificio religioso situato a Tempio Pausania, centro abitato della Gallura, nella Sardegna nord-orientale. Ubicato nella piazza San Pietro, sorge di fronte alla cattedrale di San Pietro.
Insiste nel luogo nei pressi dello scomparso complesso nuragico di Monti Pinna, in cui si voleva sorgesse un antico luogo di culto prima pagano e poi romano che potrebbe aver dato nome alla città, anche se non si sono finora avuti riscontri archeologici al riguardo. 
L'oratorio è stato edificato nell'ultimo quarto del XVI secolo del cinquecento e presenta un interessante prospetto gotico-aragonese in granito con portale strombato e decorazione ad archetti pensili su peducci, sormontato da un campaniletto centrale a vela con 3 statuette e raccordato da un cornicione ricurvo coperto da sinuose scaglie.
L'interno è a navata unica con copertura a falde e divisa da archi diaframma acuti. 
Custodisce un retablo scultoreo del 1700 con paliotto del 1621 e un'acquasantiera marmorea seicentesca.